# Cròtal adamantí
El cròtal adamantí (Crotalus adamanteus) és una espècie de rèptil verinós de la família Viperidae i subfamília Crotalinae. Habita en el sud-est dels Estats Units.